# یواس‌اس ستلایت (۱۸۵۴)
یواس‌اس ستلایت (۱۸۵۴) (به انگلیسی: USS Satellite (1854)) یک کشتی بود که طول آن ۱۲۰ فوت ۷ اینچ (۳۶٫۷۵ متر) بود. این کشتی در سال ۱۸۵۴ ساخته شد.